# Campeonato Mundial de Luge de 2016
O Campeonato Mundial de Luge de 2016 foi a 44ª edição da competição, que foi disputada entre os dias 29 e 31 de janeiro na cidade de Königssee, Alemanha.

## Medalhistas
| Evento                                  | Ouro                                                                  | Ouro     | Prata                                                            | Prata  | Bronze                                                          | Bronze |
| Individual masculino detalhes           | GER Felix Loch                                                        | 1:38.864 | GER Ralf Palik                                                   | +0.423 | AUT Wolfgang Kindl                                              | +0.689 |
| Individual feminino detalhes            | GER Natalie Geisenberger                                              | 1:40.799 | SUI Martina Kocher                                               | +0.239 | RUS Tatiana Ivanova                                             | +0.256 |
| Duplas detalhes                         | GER Alemanha Tobias Wendl Tobias Arlt                                 | 1:38.975 | GER Alemanha Toni Eggert Sascha Benecken                         | +0.561 | ITA Itália Christian Oberstolz Patrick Gruber                   | +0.753 |
| Revezamento misto por equipes detalhes  | GER Alemanha Natalie Geisenberger Felix Loch Tobias Wendl Tobias Arlt | 2:44.062 | LAT Letônia Elīza Tīruma Inārs Kivlenieks Andris Šics Juris Šics | +1.552 | CAN Canadá Alex Gough Mitchel Malyk Tristan Walker Justin Snith | +1.845 |
| Arrancada individual masculino detalhes | GER Felix Loch                                                        | 38.574   | GER Andi Langenhan                                               | +0.220 | GER Ralf Palik                                                  | +1.234 |
| Arrancada individual feminino detalhes  | SUI Martina Kocher                                                    | 39.451   | GER Natalie Geisenberger                                         | +0.035 | GER Dajana Eilberger                                            | +0.086 |
| Arrancada em duplas detalhes            | GER Alemanha Tobias Wendl Tobias Arlt                                 | 39.032   | AUT Áustria Peter Penz Georg Fischler                            | +0.229 | ITA Itália Christian Oberstolz Patrick Gruber                   | +0.396 |

## Quadro de medalhas
| Ordem | País     |   |   |   |    |
| 1     | Alemanha | 6 | 4 | 2 | 12 |
| 2     | Suíça    | 1 | 1 |   | 2  |
| 3     | Áustria  |   | 1 | 1 | 2  |
| 4     | Letónia  |   | 1 |   | 1  |
| 5     | Itália   |   |   | 2 | 2  |
| 6     | Canadá   |   |   | 1 | 1  |
| 6     | Rússia   |   |   | 1 | 1  |